# Det danske Ungdomsensemble
Det danske Ungdomsensemble eller DUEN, er et kammerorkester for unge strygere fra hele landet.
Det blev oprettet i 2004 af DR under navnet DRs Ungdomsensemble / DRUEN med to formål: at give de unge musikere mulighed for at udvikle deres talent og at formidle den klassiske musikkultur til andre unge. Koncerterne foregik derfor ikke kun i traditionelle koncertsale. Man drog ud i landet til gymnasier, efterskoler og skoler. DRUEN har også besøgt spillestedet Vega, Roskilde Festival og P3 Guld, idet man forsøgte at række hen over den påståede kløft mellem klassisk og rytmisk musik og på den måde få et ungt publikum i tale.
Pengene til DRUEN kom blandt andet fra forsøgsmidler, som Kulturministeriet havde afsat til talentudvikling og pleje af den musikalske fødekæde og fra private sponsorer. Det bestod af ca. 20 af landets dygtigste strygere under ca. 25 år, og spillede fra starten under ledelse af dirigenten Morten Ryelund. Fra 2004 til 2011 har ca. 150 unge musikere været gennem DRUEN. Mange er senere blevet optaget på landets musikkonservatorier. I samme tidsrum har DRUEN givet over hundrede koncerter
I februar 2011 annoncerede DR imidlertid, at orkestret skulle nedlægges i sommeren 2011, angiveligt fordi DRs fokus havde ændret sig, og fordi det var blevet vanskeligt at skaffe penge fra private sponsorer.

## DRUEN bliver til DUEN
Efter protester fra flere sider og diverse forhandlinger besluttede Holstebro Musikskole Arkiveret 6. marts 2017 hos  Wayback Machine at videreføre ensemblet efter samme koncept som tidligere, med finansiel opbakning fra Statens Kunstråd og private sponsorer, men nu med formel hjemsted i Holstebro og med navneskifte til Det danske Ungdomsensemble forkortet DUEN, stadig under ledelse af Morten Ryelund.
Orkestret øver ikke fast en gang om ugen, men er bygget op om en række projekter. Prøverne foregår i weekender hvor deltagerne samles fra nær og fjern i en ”øvelejr”.
Kernerepertoiret er den klassiske kompositionsmusik, fra barok, klassik, romantiske strygerserenader og komplekse værker af markante modernistiske komponister som østrigske Arnold Schönberg til uropførelser af danske komponister som Anders Koppel, Ib Nørholm og Per Nørgård.
Cellisten Andreas Brantelid og blokfløjtenisten Michala Petri er blandt de stjerner, der har optrådt med ensemblet, Men DUEN har også haft samarbejdsprojekter med musikere fra den rytmiske scene, f.eks. electronica-orkestret Panamah.
DR’s radiokanal P2 transmitterer jævnligt koncerter med DUEN, og ensemblet har medvirket i seks tv-udsendelser. Med levende musikeksempler satte DUEN her det 20. århundredes klassiske værker ind i en historisk kontekst.
Siden 2012 har DUEN repræsenteret Danmark i European Federation of National Youth Orchestras (EFNYO). Medlemskabet giver ensemblet mulighed for at danne netværk på både skandinavisk og europæisk plan.

## CD-indspilninger
- Musik af Tjajkovskij og Sjostakovitj (2011 under navnet DRUEN)
- Musik af Carl Nielsen og Jean Sibelius m.fl. (2015 under navnet DUEN)